# Долни-Чифлик (община)
Долни-Чифлик (болг. Община Долни чифлик) — община в Болгарии. Входит в состав Варненской области. Население составляет 20 137 человек (на 15 мая 2008 года).

## Состав общины
В состав общины входят следующие населённые пункты:
1. Булаир
2. Бырдарево
3. Венелин
4. Голица
5. Горен-Чифлик
6. Гроздёво
7. Детелина
8. Долни-Чифлик
9. Кривини
10. Нова-Шипка
11. Ново-Оряхово
12. Пчелник
13. Рудник
14. Солник
15. Старо-Оряхово
16. Шкорпиловци
17. Юнец